# Michelle Karvinen
Michelle Karvinen (Rødovre, 27 marzo 1990) è una hockeista su ghiaccio finlandese.

## Palmarès

### Olimpiadi
- Bronzo a Vancouver 2010.

### Mondiali
- Bronzo a Svizzera 2011.
- Bronzo a Svezia 2015.
- Bronzo a Stati Uniti 2017.